# رافي شانكار براساد
رافي شانكار براساد هو محامي وسياسي هندي، ولد في 30 أغسطس 1954 في باتنا في الهند. نشط حزبياً في حزب بهاراتيا جاناتا. وقد انتخب Member of the 17th Lok Sabha ‏ عن دائرة Patna Sahib Lok Sabha constituency ‏ وقد انضم خلال فترته النيابية ‏ للكتلة البرلمانية حزب بهاراتيا جاناتا وانتخب وزير القانون والعدل ‏ (26 مايو 2014 – 9 نوفمبر 2014) وانتخب عضو راجيا سابها ‏ عن دائرة Bihar ‏ وقد انضم خلال فترته النيابية للكتلة البرلمانية حزب بهاراتيا جاناتا.